# Yuya Torikai
Yuya Torikai (鳥養 祐矢 Torikai Yūya?, nacido el 11 de mayo de 1988 en Ichihara, Chiba) es un futbolista japonés que se desempeña como centrocampista en el FC Ryukyu de la J2 League.

## Trayectoria

### Clubes
| Club                | País  | Año         |
| ------------------- | ----- | ----------- |
| Sagawa Shiga FC     | Japón | 2011 - 2012 |
| FC Ryukyu           | Japón | 2013        |
| Renofa Yamaguchi FC | Japón | 2014 - 2019 |
| FC Ryukyu           | Japón | 2019 -      |

## Estadística de carrera

### J. League
| Club                | Año   | J. League | J. League | Copa J. League | Copa J. League | Total | Total |
| Club                | Año   | Part.     | Goles     | Part.          | Goles          | Part. | Goles |
| ------------------- | ----- | --------- | --------- | -------------- | -------------- | ----- | ----- |
| Renofa Yamaguchi FC | 2015  | 35        | 8         | -              | -              | 35    | 8     |
| Renofa Yamaguchi FC | 2016  | 25        | 4         | -              | -              | 25    | 4     |
| Renofa Yamaguchi FC | 2017  | 16        | 0         | -              | -              | 16    | 0     |
| Total               | Total | 76        | 12        | 0              | 0              | 76    | 12    |